# Харрисон, Питер
Майкл Питер Харрисон (англ. Michael Peter Harrison; Ньюкасл-апон-Тайн, Англия) — английский футболист, тренер, агент. Клиентами Питера были многие известные футболисты, такие как: игрок сборной Австралии Лукас Нил, игрок сборной Омана Али аль-Хабси, исландский игрок Эйдур Гудьонсен, японец Хидэтоси Наката и другие. В 2006 году он стал печально известен в связи со скандалом, связанным с финансовыми махинациями в английском футболе.

## Карьера

### Игровая и тренерская карьера
У Харрисона была достаточно короткая футбольная карьера, играя за «Ноттингем Форест», «Гейтсхед» и бельгийскую клуб «Шарлеруа». Затем он перешел к управлению «Хебберном», прежде чем на год отойти от футбола.
В 1995 году он был назначен заменой Гарри Данна в «Блит Спартанс». Харрисон сохранил тренеров-менеджеров Тони Лоури и Дэвида Маккрири в составе персонала, сделав Лоури своим помощником, а Маккрири в роли консультанта. Однако спустя несколько недель Лоури присоединился к «Бедлингтон Терриерс», а Маккрири уехал в США, чтобы помочь в создании первого сезона новоиспеченной футбольной лиги. Впоследствии Харрисон привёл своего бывшего товарища по команде из «Гейтсхеда», Дерека Белла на роль ассистента. Харрисон привёл клуб к шестому месту в сезоне 1995/96. Он не смог повторить ту же форму в следующем сезоне, и после одной победы в десяти матчах он подал в отставку после поражения (4:0) c «Лик Таун». Джон Берридж, который играл за клуб в то время, стал временным менеджером и, в конечном счете, преемником Харрисона.